# Humanidades de la salud
Las humanidades de la salud son un campo de estudio interdisciplinario que se basa en aspectos de las artes y las humanidades en su enfoque de la atención médica, la salud y el bienestar. Implica la aplicación de las artes creativas o bellas artes (incluidas las artes visuales, la música, las artes escénicas) y las humanidades (incluidos los estudios literarios, los idiomas, el derecho, la historia, la filosofía, la religión, etc.) a cuestiones de salud humana y bienestar. Esta distinción de las humanidades no es en sí misma una idea novedosa; sin embargo, el inicio de las humanidades de la salud sólo comenzó a surgir en la primera década del siglo xxi. Históricamente, las raíces que forman las humanidades de la salud se remontan áreas multidisciplinarias como las humanidades médicas y las terapias expresivas y creativas.
En las humanidades de la salud, la salud (y la promoción de la salud) se entiende según los principios constructivistas (y otros no positivistas ) propios de las humanidades, en oposición al positivismo de la ciencia. Las humanidades de la salud se basan en perspectivas dialógicas (voces negociadas e intersubjetivas de múltiples verdades) frente a perspectivas monológicas (una voz singular y autorizada de "la" verdad) sobre la salud. Como tal, la evidencia en la que se basan las prácticas de salud generalmente se considera axiológica (basada en significados, valores y estética), versus epistemológica.(basado en el conocimiento fáctico), en la orientación. Las humanidades de la salud no son una alternativa a las ciencias de la salud, sino que ofrecen un paradigma contrastante y un enfoque pragmático con respecto a la salud y su promoción, y pueden funcionar de manera complementaria a las ciencias de la salud. 
En enero de 2009, Paul Crawford se convirtió en el primer profesor de humanidades de la salud del mundo en la Universidad de Nottingham y dirigió, junto con Victoria Tischler, Charley Baker, Brian Brown, Lisa Mooney-Smith y Ronald Carter, el desarrollo del Arts and Humanities Research Council, financiado por el Consejo de Investigación de Artes y Humanidades. Red Internacional de Humanidades de la Salud. Los programas de licenciatura y maestría en humanidades de la salud se han desarrollado en los EE. UU., Canadá y el Reino Unido. En el Reino Unido, se estableció un Centro de humanidades de la salud en 2015 en el University College de Londres, dedicado a la investigación y la enseñanza en humanidades de la salud, incluida una licenciatura en humanidades de la salud. En 2020, comenzó una Licenciatura en Ciencias por Investigación en Humanidades y Artes de la Salud en la Universidad de Edimburgo.
Los libros de texto sobre humanidades de la salud incluyen Health Humanities Reader, Health Humanities, Research Methods in Health Humanities, y The Routledge Companion to Health Humanities.